# Bernardino Herrera
Bernardino Herrera Casanueva (Santander, Cantabria, España; 15 de octubre de 1977) es un jugador español de hockey hierba. 
Bernardino empezó jugando en el Divino Maestro, de donde pasó, cuando se cerró, al Sardinero. Se hizo portero por casualidad, atraído sobre todo por lo aparatoso de su indumentaria. Cuando tenía trece años, el seleccionador nacional le vio en un partido y se fijó en él. Ha pasado por los combinados sub-16, sub-18, sub-21 y, por supuesto, el absoluto. 
Ha participado en dos olimpiadas, consiguiendo el noveno y cuarto puesto con el equipo nacional en Atenas. Igualmente ha participado en dos Mundiales, quedando undécimo y tercero, consiguiendo la medalla de bronce en este último celebrado en Alemania en 2006. Ha estado también en cuatro Europeos, quedando su equipo quinto, dos veces segundo y primero.
Actualmente forma parte del equipo técnico de las selecciones nacionales de hockey hierba, siendo el entrenador de porteros de las selecciones absolutas femenina y masculina. Como entrenador de porteros ha formado parte del equipo técnico en 4 JJOO (Londres 2012, Río 2016, Tokio 2020 y París 2024), 4 Ctos del Mundo (2010, 2014, 2018 y 2023) y en 7 Ctos de Europa (2011, 2013, 2015, 2017, 2019, 2021 y 2023)

## Resumen de participaciones en Juegos Olímpicos
- Sídney 2000, noveno puesto.
- Atenas 2004, cuarto puesto.